# 54610 Toichisakata
54610 Toichisakata este o planetă minoră (asteroid) din centura de asteroizi. A fost descoperită pe 6 septembrie 2000 la Bisei Spaceguard Center⁠(d) de BATTeRS⁠(d). 
Obiectul prezintă o orbită caracterizată de o semiaxă mare de 2,7204725337227 UAi, o excentricitate de 0,20363604461518, o înclinație de 8,8951853267297 ° în raport cu ecliptica.